# C. Robert Cloninger

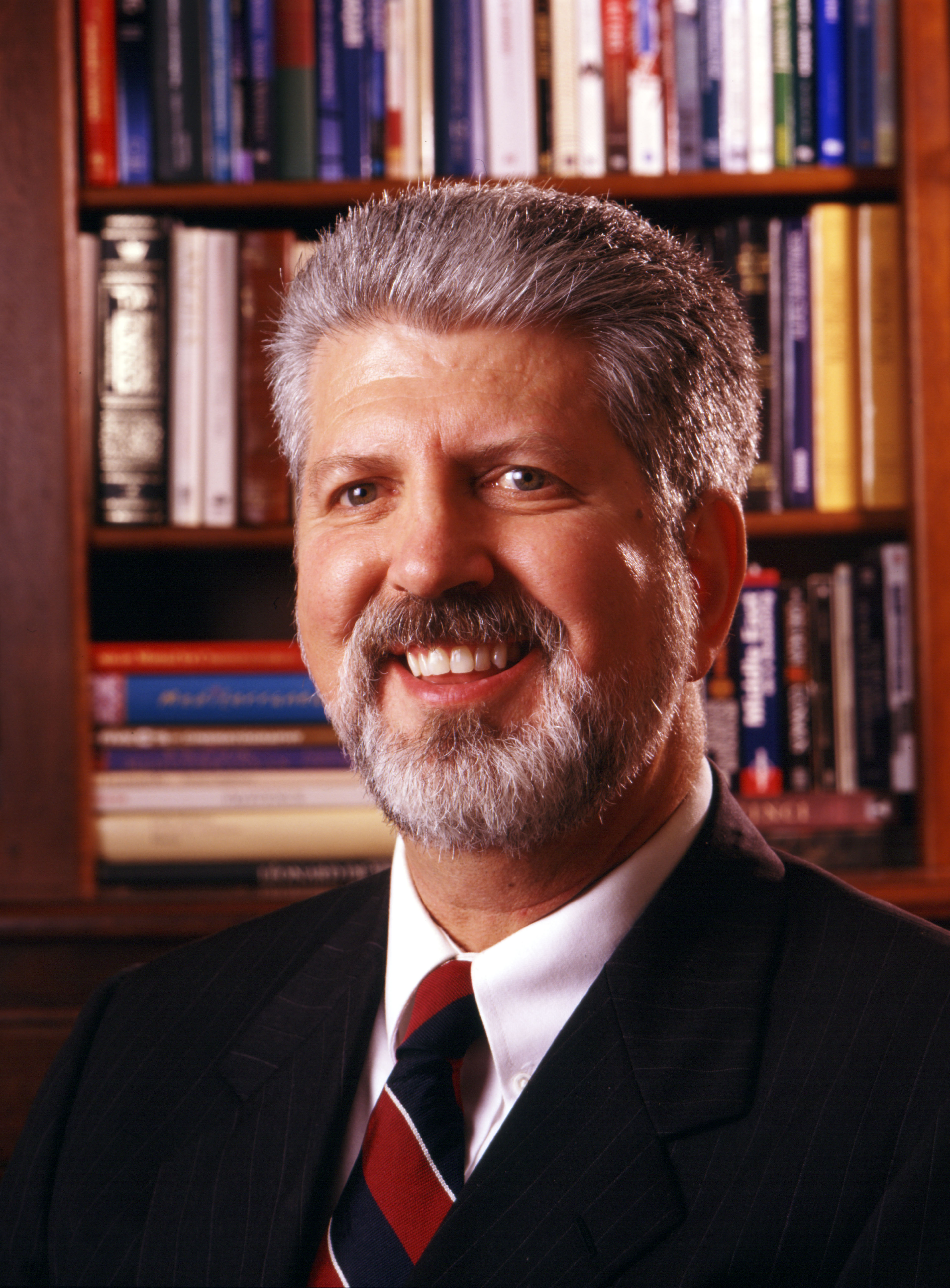
Claude Robert Cloninger

Claude Robert Cloninger (* 4. April 1944 in Beaumont (Texas)) ist ein US-amerikanischer Psychiater und Genetiker an der Washington University in St. Louis. Er erforscht die biologischen, psychologischen und sozialen Grundlagen psychischer Störungen.

## Arbeitsgebiete
Cloningers Arbeit umfasst die Genetik, Neurobiologie, Persönlichkeitsentwicklung und die Entstehung der Persönlichkeitsstörungen. In prospektiven Studien an adoptierten Kindern identifizierte und beschrieb er erbliche Persönlichkeitseigenschaften, die eine Neigung zu Alkoholismus und anderen psychiatrischen Erkrankungen darstellen. 1998 führte er eine genetische Studie normaler Persönlichkeitsmerkmale durch und entwickelte die zwei Persönlichkeitsfragebögen Tridimensional Personality Questionnaire (TPQ) und Temperament and Character Inventory (TCI).

## Temperament and Character Inventory
Im Fragebogen, den er 1989 entwickelt hat, definiert er „vier Dimensionen des Temperaments“:
1. Vermeidungsverhalten: "ängstlich, pessimistisch" ↔ "aufgeschlossen, optimistisch"
2. Neugierde: "impulsiv, hitzig" ↔ "rigid, schwerfällig"
3. Abhängigkeit von Anerkennung: "warm, bestätigungssuchend" ↔ "kalt, unnahbar"
4. Ausdauer (von Cloninger später hinzugefügt[10][11]): "ausdauernd, ambitioniert" ↔ "leicht entmutigt, unter Möglichkeit bleibend"

1993 folgte die Definition der „drei Dimensionen des Charakters“
1. Innere Ordnung und Selbstkontrolle (Verantwortung, Sinn-Orientierung, Einfallsreichtum, Selbstakzeptanz, enlightened second nature)
2. Kooperation & soziale Koordination (Soziale Akzeptanz, Empathie, Hilfsbereitschaft, Mitgefühl, aufrichtiges Gewissen)
3. Selbsttranszendenz (Selbstvergessenheit, Transpersonale Identifikation, Spirituelle Akzeptanz). Den Begriff der Selbsttranszendenz übernahm Cloninger vom österreichischen Neurologen und Psychiater Victor Frankl. Dieser begründete die Logotherapie und Existenzanalyse, die vielfach auch als die „Dritte Wiener Schule der Psychotherapie“ bezeichnet wird, und bei der die Selbsttranszendenz der prägende Begriff ist.[13]

Selbsttranszendenz ist bei Frankl "der grundlegende anthropologische Tatbestand, daß Menschsein immer über sich selbst hinaus auf etwas verweist, das nicht wieder es selbst ist – auf etwas oder auf jemanden: auf einen Sinn, den da ein Mensch erfüllt, oder auf mitmenschliches Sein, dem er da begegnet. Und nur in dem Maße, in dem der Mensch solcherart sich selbst transzendiert, verwirklicht er auch sich selbst: im Dienst an einer Sache – oder in der Liebe zu einer anderen Person ... ganz er selbst wird er, wo er sich selbst – übersieht und vergißt." Dieses psychotherapeutische Prinzip wurde von Cloninger empirisch geprüft und verifiziert.

## Ausgewählte Artikel
- C. R. Cloninger: The science of well-being: An integrated approach to mental health and its disorders. In: World Psychiatry. Band 5, 2006, S. 71–76.
- C. R. Cloninger, D. M. Svrakic, T. R. Przybeck: Can personality assessment predict future depression? A twelve-month follow-up of 631 subjects. In: J Affective Disorder. Band 92, Nr. 1, 2006, S. 35–44.
- C. R. Cloninger: Completing the psychobiological architecture of human personality development: Temperament, Character, & Coherence. In: U. M. Staudinger, U. E. R. Lindenberger (Hrsg.): Understanding human development: Dialogues with lifespan psychology. Kluwer Academic Publishers, Boston 2003, S. 159–182.
- C. R. Cloninger: The discovery of susceptibility genes for mental disorders. In: Proceedings of the National Academy of Sciences. Band 99, Nr. 21, 2002, S. 13365–13367.
- C. R. Cloninger: Biology of personality dimensions. In: Current Opinions in Psychiatry. Band 13, 2000, S. 611–616.
- C. R. Cloninger: A new conceptual paradigm from genetics and psychobiology for the science of mental health. In: Australian and New Zealand Journal of Psychiatry. Band 33, 1999, S. 174–186.
- C. R. Cloninger, N. M. Svrakic, D. M. Svrakic: Role of personality self-organization in development of mental order and disorder. In: Development and Psychopathology. Band 9, 1997, S. 881–906.
- C. R. Cloninger: The genetic structure of personality and learning: a phylogenetic perspective. In: Clinical Genetics. Band 46, 1994, S. 124–137.
- C. R. Cloninger, D. M. Svrakic, T. R. Przybeck: A psychobiological model of temperament and character. In: Archives of General Psychiatry. Band 50, 1993, S. 975–990.
- C. R. Cloninger, T. R. Przybeck, D. M. Svrakic: The tridimensional personality questionnaire: U. S. normative data. In: Psychological Reports. Band 69, 1991, S. 1047–1057.
- M. Hansenne, M. Delhez, C. R. Cloninger: Psychometric properties of the Temperament and Character Inventory-Revised in a Belgian sample. In: J Person Assess. Band 85, 2005, S. 40–49.
- N. A. Gillespie, C. R. Cloninger, A. C. Heath, N. G. Martin: The genetic and environmental relationship between Cloninger’s dimensions of temperament and character. In: Personality and Individual Differences. Band 35, 2003, S. 1931–1946.
- R. A. Grucza, T. R. Przybeck, C. R. Cloninger: Personality as a mediator of demographic risk factors for suicide attempts in a community sample. In: Comprehensive Psychiatry. Band 46, 2005, S. 214–222.
- S. Sullivan, C. R. Cloninger, T. R. Przybeck, S. Klein: Personality characteristics in obesity and relationship with successful weight loss. In: Int J Obes. Band 31, 2007, S. 667–674.